# 贾国龙
贾国龙(1967年2月—)是一位中国企业家，中国食品集团西贝餐饮董事长。

## 生平

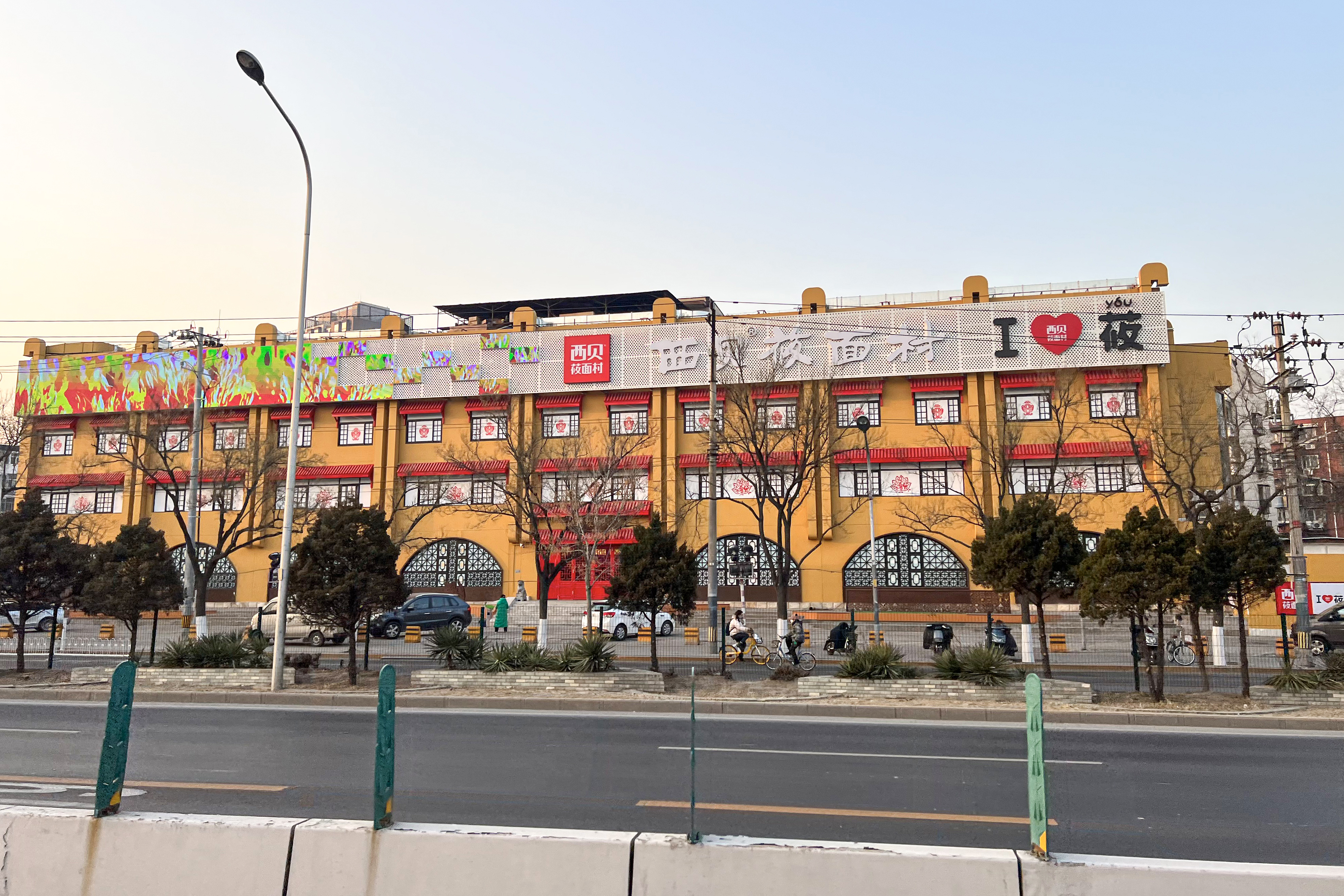
贾国龙2002年在北京六里桥开设第一家西贝莜面村，该店也是西贝餐饮北京总部

1967年出生于内蒙古巴彦淖尔市临河区，父亲是医生。1986年他考入大连水产学院（现大连海洋大学），1988年中途退学。经历过北京和深圳的几次创业失败后，回到北京研究西北菜，2001年和妹妹贾国慧成立以其姓氏拆开命名的北京西贝餐饮管理有限公司，旗下餐饮品牌西贝莜面村，西贝海鲜，腾格里塔拉。
2020年2月初，接受采访表示因为新冠疫情导致旗下400家线下门店关闭，现金流难以熬过三个月。一周后获得上海浦东发展银行4.3亿元的授信，暂时缓解资金压力。